# Evgen Dobrila
Evgen Dobrila, šolnik, ravnatelj, sindakalist, * 2. september 1929, Hrpelje, † 28. april 2016, Trst.

## Življenje in delo
Rodil se je v Hrpeljah na Krasu, oče je bil Anton, tramvajski sprevodnik in godbenik, mati Josipina (rojena Benčič). Zaradi vojnih razmer je obiskoval italijansko osnovno šolo, leta 1944 je zakljućil učiteljišče v Trstu, nato je leta 1946 obiskoval slovensko učiteljišče v Tolminu in zakljućil slovensko učiteljišče v Trstu leta 1949. Izpopolnjeval se je na Višji pedagoški šoli v Ljubljani med leti 1965–66; nato je opravil natečaj za stalno učiteljsko mesto leta 1967. Učil je na raznih slovenskih šolah na Tržaškem. Od šolskega leta 1973-74 je bil didaktični ravnatelj na slovenski šoli pri Sv. Jakobu v Trstu.
Evgen Dobrila je sodeloval je pri sestavi pomožnih učbenikov Naša pot za 3., 4. in 5. razred slovenskih osnovnih šol (Trst 1963) in napisal zanje slovensko slovnico, računstvo in geometrijo. Prav tako je sodeloval pri učbenikih Okno v svet za 3., 4. in 5. razred slovenskih osnovnih šol (Trst 1974), za katere je sestavil poglavja iz računstva in geometrije. Bil je med uredniki učbenikov Naša mala domovina - slikovno gradivo o slovenskih krajih in ljudeh v Italiji (Trst 1980). O šolski problematiki je mngo pisal za Primorski dnevnik.
Leta 1953 je bil Dobrila med pobudniki in predsednik društva slovenskih šolnikov Sloga. Leta 1956 so razpustili dotedanje tri sindikalne organizacije šolnikov (Sindikat slovenskih šolnikov na STO, Zvezo prosvetnih delavcev v Trstu in Sindikalno strokovno združenje slovenskih šolnikov na STO) in na občnem zboru 26. februarja 1956 ustanovili Sindikat slovenske šole v Trstu, Evgen Dobrila je bil od ustanovitve član odbora in tudi tajnik sindikata. Objavljal je članke sindikalne vsebine v tiskanem glasilu Sloga, ki ga je izdajal Sindikat slovenskih šolnikov na STO (1953–55) in je več let urejal ciklostilirani list Sindikalni vestnik Sindikata slovenskih šol v Trstu.
Evgen Dobrila je leta 1972 sodeloval v pripravljalnem odboru za ustanovitev Tržaškega partizanskega pevskega zbora.